# Monecphora partenia
Monecphora partenia är en insektsart som först beskrevs av Melichar 1915.  Monecphora partenia ingår i släktet Monecphora och familjen spottstritar. Inga underarter finns listade i Catalogue of Life.